# Koningskapiteinvis
De koningskapiteinvis (Pentanemus quinquarius) is een straalvinnige vis uit de familie van de draadvinnigen (Polynemidae) en de orde van de baarsachtigen (Perciformes). Het geslacht Pentanemus is monotypisch.

## Beschrijving
De vis kan een lengte bereiken van 35 centimeter.

## Leefomgeving
De koningskapiteinvis komt in zout- en brakwater voor. De vis prefereert een tropisch klimaat en leeft hoofdzakelijk in de Atlantische Oceaan. De diepteverspreiding is 10 tot 70 meter onder het wateroppervlak.

## Relatie tot de mens
De koningskapiteinvis is voor de visserij van aanzienlijk commercieel belang. In de hengelsport wordt weinig op de vis gejaagd.